# Веселий Кут (зупинний пункт)
Весе́лий Кут — пасажирський залізничний зупинний пункт Шевченківської дирекції Одеської залізниці на електрифікованій лінії Імені Тараса Шевченка — Чорноліська між станцією Імені Тараса Шевченка (3 км) та зупинним пунктом Велика Яблунівка (2 км). Розташований у передмісті Сміли Черкаського району Черкаської області.

## Пасажирське сполучення
На зупинному пункті Веселий Кут зупиняються приміські поїзди до станцій Імені Тараса Шевченка, Знам'янка-Пасажирська, Миронівка, Цвіткове.